# La Claca
La Claca —o Putxinel·lis Claca o Teatre de La Claca— fue un destacado grupo de teatro independiente, en catalán y comprometido políticamente, de los que surgieron en Cataluña en los años 70 del siglo XX. Fue creada con el nombre de Putxinel·lis Claca como compañía de teatro para público en un principio infantil en 1968 por los titiriteros Teresa Calafell y Joan Baixas.
Nació como compañía de títeres y muñecos, continuadora de la tradición titiritera catalana (los Vilà, los Anglès o Vigués i Mauri) e innovándola con el uso de nuevas técnicas y materiales. Fue evolucionando a espectáculos para todas las edades y cada vez de carácter más propiamente teatral. El año 1978 presentó Mori el Merma ya con el nombre de Companyia de Teatre La Claca. Desapareció en 1988, después de veinte años de actuaciones.
Considerada una de las compañías teatrales de España con más prestigio internacional, la Claca ha sido invitada a más de setenta festivales en todo el mundo y ha actuado en espacios como el Gran Teatro del Liceo, los Riverside Studios de Londres, el Centro Pompidou de París, la Sydney Opera House o Lincoln Center de Nueva York. La Claca actuó en los cinco continentes, en más de veinte países, en muchos de los cuales en más de una ocasión.

## Mori el Merma
"Después de la experiencia con los ballets rusos a principios de su carrera, Miró había recibido numerosas ofertas de colaboración teatral, pero siempre las había rechazado. Si se decidió por nosotros fue porque éramos catalanes, porque éramos jóvenes y porque practicábamos, entre otras técnicas, la de los gigantes y capgrossos (máscaras gigantes), tan importante en el arte popular catalán. Y es precisamente esta técnica la que elegimos para trabajar juntos" 
El año 1976 el Teatro de La Claca se pone en contacto con el artista surrealista Joan Miró, en aquel momento un pintor de renombre de más de ochenta años, para colaborar con su teatro de títeres. Las conversaciones resultan fructíferas y la compañía diseña una serie de títeres de gran formato - gigantes y capgrossos - bajo las indicaciones del pintor, quien después los pintará con las tonalidades y el estilo típicos de su obra pictórica. Las figuras se llevaron a cabo con celastic, un material aquí poco conocido que Jim Henson había regalado un tiempo antes a Joan Baixas. 
La obra teatral es creada por Joan Baixas y la compañía a partir de Ubú rey de Alfred Jarry. Joan Miró no quiso hacer sugerencias teatrales, sino que se encargó de la atmósfera y las sensaciones. Ubú no es únicamente un personaje recurrente en el imaginario del pintor Joan Miró, sino que es a la vez una figura dictatorial a partir de la cual La Claca y el pintor representaban - y celebraban - la reciente muerte del dictador español Francisco Franco.
"[A Miró] Le encantaba este personaje lleno de energía, ridículo y extravagante, que representaba para él muchos de los excesos que observaba a su entorno. [...] En realidad este Ubú que compartíamos con Joan Miró no era otro que Franco, muerto un año antes del comienzo de nuestra colaboración. Habíamos proyectado la pieza como nuestra ceremonia de los funerales del franquismo." 
Mori el Merma (Muera el Merma) fue estrenada en el Teatro Principal de Mallorca, isla donde residía el artista plástico, en 1978. Se hicieron únicamente cinco representaciones, después de las cuales se estrenó en Cataluña en el Gran Teatro del Liceo. La obra fue un éxito internacional, fue representada en Bélgica, Inglaterra, Alemania, México, Venezuela, Japón, Suecia, Noruega, Dinamarca, etc. Hizo gira por Australia y fue representada en más de una ciudad de Francia, Italia o Estados Unidos. Se representó por ejemplo en el Centro Georges Pompidou en motivo del Festival de Automne à Paris (1978), al Riverside Studio de Londres (1978) o a la Sidney Opera House (1980). 
También hizo gira - entre 1979 y 1980 - por Cataluña, donde fue representada en ciudades como Barcelona, Berga, Vilafranca, Sant Celoni, Tarragona, Masnou, Teià, Cardedeu, Gerona, Igualada, Vic, Valls, Sitges, Manresa, Lérida, Tarrasa, Figueres o Mataró; y por España, donde hizo parada entre otros en Valencia, Alicante, Madrid, Granada, Sevilla, Murcia, Santiago de Compostela, Vigo, Bilbao y Zaragoza.

## Peixos Abissals
La segunda colaboración de la compañía con un artista plástico se concretó en 1982 con el pintor Antonio Saura. Las máscaras eran un tema recurrente en la obra del artista, de forma que la compañía decidió trabajar con él a partir de personajes arquetipos. 
"Si el universo de Miró es solar, cósmico, el de Saura es un universo cerrado, íntimo. Quizás es en realidad el mismo mundo, pero visto desde ángulos opuestos. Los personajes son percibidos desde el interior. No son identificables en la superficie, pero son reconocibles íntimamente." 
Peixos abissals (Peces abismales) es en realidad una trilogía de espectáculos basada en tres fábulas: En Joan de l'Ós (Juan del Oso), con máscaras, marionetas y decorados inspirados en Antoni Tàpies; L'espasa blava (La espada azul), basada en un cuento de Lu-Sing y en colaboración con Antonio Saura; y Mari Lamiña, basado en un proyecto de Eduardo Chillida. La colaboración con el pintor aragonés se basa pues en un cuento chino escogido por Joan Baixas sobre el cual Saura dibujó un gran número de personajes. 
"Más que máscaras, creó pre-máscaras, seres que aún no eran personajes teatrales, arquetipos de identidad viscosa, larvas, enmañaramientos de energía contenida que no se expresaban de acuerdo con las coordenadas de la psicología humana y que, por este motivo, tenían una expresión solo esbozada. Titulamos la pieza Peixos abissals: los personajes eran peces que habitaban el fondo de la conciencia."
El espectáculo tenía una estructura ritual y se basaba en una triángulo formado por tres personajes masculinos: el jefe, el artesano y el mago. La punta de la pirámide era en cambio una mujer, siempre presente, que cambiaba de forma durante la representación. Era la única superviviente de la obra. 

## Amanita Circus
El año 1983 la compañía se plantea crear un espacio ambulante de actuación con el cual poder viajar a cualquier lugar del mundo para interpretar sus espectáculos. La carpa ambulante se configura también como un espacio de aprendizaje - donde llevar a cabo workshops, talleres o cursos -, de reunión artística-cultural, con un bar y un punto de encuentro, y también como un espacio de representación para otras compañías y artistas. Algunos espectáculos de la compañía como Laberint (1985), colaboración con el artística plástico Roberto Matta, se crearon específicamente dentro de la carpa. 
La Carpa de La Claca se inaugura en 1984 primero en Can Patolla y, después, en el 4º Festival Internacional de Teatro de Madrid. Durante años viaja por Cataluña, España y el mundo (por ejemplo, Francia, Portugal o Estados Unidos). El año 1986 - durante las Fiestas de la Merced, cuando se planta al Moll de la Fusta de Barcelona - se la bautiza como Amanita Circus. 

### Laberint
Roberto Sebastián Matta fue el último pintor con el cual colaboró la compañía. El artista chileno propuso una colaboración a La Claca después de quedar impresionado por Mori el Merma, obra que vio representada en el Riverside Studio de Londres en 1978. 
"[Matta] Quería hacer un espectáculo, pero no un espectáculo con monstruos o personajes. Quería crear un espectáculo de impulsos, basado en las fuerzas de la naturaleza y del nacimiento, que se manifestaran directamente, sin pasar por una forma que nos recuerdas a los personajes. Un espectáculo basado en la simultaneidad de nuestra percepción y en la posibilidad de reconocer, no con la intervención de la razón, sino únicamente con la sensibilidad, aquello que nos rodea y aquello que nos traspasa."
Su idea era tan abstracta y sublime que el artista nunca encontró un resultado realmente satisfactorio, pero intentó representarla a través del laberinto. El proceso de creación culminó en 1985 - después de años de intercambio de ideas - con unas sesiones de trabajo entre compañía y artista, a puerta cerrada, en la carpa - situada en aquel momento en la plaza Beaubourg de París, ante el Centro George Pompidou, donde en aquel momento se llevaba a cabo una exposición de Matta. La exposición estaba dedicada a la figura de Don Qui, de forma que el artista quiso añadirlo al laberinto, puesto que consideraba que Don Quijote era un personaje perdido en el laberinto de la realidad. 
"En realidad, el espectáculo nunca llegaría a ser definitivo - más tarde lo sabríamos -, pero en aquel momento volvimos a casa decididos a hacerlo."
El Laberinto se dividió en dos partes: el propio laberinto físico, de tejidos, su realidad y sus movimientos propios, en el cual se encontraba el Don Qui de Matta; y el laberinto de acciones, donde la noción de laberinto la daba la narración y donde se utilizaba únicamente la mitología griega. Ramuntcho Matta, hijo del artista, compuso la música. Aun así, la idea - abstracta y sublime - no acabó de funcionar:
"Finalmente comprendimos que el laberinto permanecía inacabado porque, como espectáculo, era irrealizable. Existen contradicciones fundamentales entre la idea de laberinto y la idea de espectáculo, que no supimos superar sin traicionar la propuesta inicial. El laberinto es una experiencia que tiene que vivirse individualmente, mientras que el teatro es un arte colectivo."
Aun así, el espectáculo fue representado en varias ocasiones entre 1985 y 1987, por ejemplo en la quinta Feria del Teatro en la Calle de Tàrrega, el 1985, o durante las Fiestas de la Merced de 1986.
"El laberinto fue el espectáculo más completo y el más doloroso que yo [Joan Baixas] he creado nunca, pero también fue el que despertó en mí más cantidad de impulsos creativos. Por eso, todavía hoy, sigo expresando toda mi gratitud a Matta."

## Espectáculos
- A tot arreu se'n fan de bolets, quan plou (En todas partes se  hacen setas, cuando llueve, 1968). Versión libre de "El círculo de tiza" (Bertolt Brecht) de Xavier Romeu, con música de J. M. Martí. Espectáculo para adultos con títeres de guante y actores.
- Les Aventures de Pinotxo  (Las Aventuras de Pinocho, 1968). Versión libre de la obra de Carlo Collodi.
- N'Espardenyeta (La 1969). Fábula mallorquina, dramaturgia de Jaume Vidal Alcover. Espectáculo para niños con títeres de guante. Estrenado el 1969 en el Teatro Romea.
- No diguis molt bé del ruc fins que el tinguis conegut (No digas muy bien del burro hasta que lo tengas conocido, 1970). Ópera bufa de improvisación multitudinaria. Texto y montaje con F. Bofill.
- El conte de les aïgues (El cuento de las aguas, 1970). Obra de Joan Baixas sin texto, inspirada en una leyenda de los nativos americanos Pueblo. Espectáculo para niños con una técnica especial de títeres-objeto.
- Breu record de Tirant lo Blanc (Breve recuerdo de Tirant lo Blanc, 1971). Adaptación de Maria Aurèlia Capmany con música de Clausells-Casals. Espectáculo para niños con títeres de varilla.
- Calaix de sastre (Cajón de sastre, 1971). Espectáculo para adultos con una técnica especial de títeres-objeto conformado de los números: No me gustan los muñecos, Las Botas, La Navaja, La Pelota, El Payaso, Pintura, Strip-tease, Caja de Sorpresas, etc.
- Els tres plets de Pasqua Granada (Los tres pleitos de Pascua Granada, 1972). Adaptación de la obra de Enric Valor.
- El porc, l'Ovella i el Corb (El Cerdo, la Oveja y el Cuervo, 1972). Varios textos de Francesc Eixeminis.
- La serp del riu, el tigre de la selva (La serpiente del río, el tigre de la selva, 1972). Adaptación del argumento de una ópera china.
- Xupinel·lilaca (1972).Colaboración con Dani Freixas.
- En Martinet y la Pepeta (1972). Textos de Punch and Judy de Polichinelle y Karaguez traducidos por Xavier Romeu.
- Malaltia misteriosa (Dolencia misteriosa, 1973). Textos de Punch and Judy de Polichinelle y Karaguez traducidos por Xavier Romeu.
- L'or (El oro, 1973). Adaptación de la obra de Blaise Cendrars.
- La flor romanial (1974). Adaptación de la versión de Antoni Maria Alcover por parte de Joan Baixas. Espectáculo para niños con títeres de guante.
- El drac del Castell dels Moros (El dragón del Castillo de los Moros, 1974). Texto de Joan Baixas. Espectáculo para niños con títeres-objeto.
- Nyaps, davant d'un mirall (Chapuzas, ante un espejo, 1975). Obra de Joan Baixas sin texto, con los números: Teiatru, Manipulaciones encima de una tabla, Sopladas al fuego (homenaje a Antoni Tàpies), Pájaro de paso (homenaje a Saul Steinberg), etc. Espectáculo para adultos con marionetas de hilo, fue estrenado en el Palacio de la Música Catalana durante el III Festival Internacional de Títeres de Barcelona.
- En Pere sense por (Juan sin miedo, 1975). Representado también con el nombre de Pere poca por, Juan sin miedo o Peter without fear. Espectáculo popular para niños y adultos, se representa al aire libre con gigantes y capgrossos.
- Quadres d'una exposició (Cuadros de una exposición, 1976). Obra de Joan Baixas sobre música de Modest Músorgski. Espectáculo para niños con sombras chinas.
- Mori el Merma (Muera el Merma, 1978). Adaptación de Ubú rey (Alfred Jarry) de Joan Baixas y la compañía. Los muñecos utilizados - de gran formato - fueron construidos por La Claca siguiendo las instrucciones de Joan Miró, quienes después los pintó en una sesión especial. Espectáculo con gigantes y capgrossos.
- Peixos abissals (Peces abismales, 1980-1983). Trilogía de espectáculos basada en tres fábulas: Juan del Oso, con máscaras, marionetas de hilo y decorados inspirando en Antoni Tàpies; La espada azul, basada en un cuento de Lu-Sing y en colaboración con Antonio Saura; y Mari Lamiña, basado en un proyecto de Eduardo Chillida.
- Antología (1981). Espectáculo popular compilación de algunos de los éxitos de la compañía, como por ejemplo Mori el Merma o Juan del Oso. Se estrenó al Riverside Studio de Londres y disfrutó de una gran trayectoria internacional.
- Les aventures d'Hèrcules a l'Atlàntida (Las aventuras de Hércules en la Atlàntida, 1983). Texto de Joan Baixas a partir de poemas de Jacint Verdaguer. Espectáculo con máscaras y títeres de guante.
- El bosc de rondalles (El bosque de fábulas, 1984). Inspirada en diferentes leyendas; programa de encuentro entre la compañía y otros artistas.
- Situacions de carrer (Situaciones de calle). Sin texto.
- El món a l'Inrevés (El mundo al revés, 1985). Obra sin texto con la colaboración de Cesc Gelabert, J. A. Amargós y Jaume Sorribas.
- Laberint o El quid de don qui? Laberint (1985). Pieza inspirada en una leyenda del mismo nombre, creada con la colaboración del artista visual Roberto Matta. La música - bajo el nombre de Don Qui au Labyrinthe - fue compuesta por el hijo del artista, Ramuntcho Matta. El Laberinto fue estrenado oficialmente en Alicante, pero hizo previas en el Centro George Pompidou de París - jornada creativa ante la exposición retrospectiva de Matta en el centro - o en Lisboa. El año 1986 se estrenó la obra El quid de don qui? Laberinto en Barcelona, en motivo de las Fiestas de la Merced.
- Un març d'ous (Un marzo de huevos, 1986). Acción: la compañía organiza un mes de actividades y vida artística en San Esteban de Palautordera alrededor de la carpa.
- Clacabaret: Frivolites Arrevistades (1986). Estrenada en Canet de Mar.

## Fábulas, cuentos y canciones
Otras fábulas, cuentos y canciones populares representadas por Putxinel·lis Claca - especialmente en sus primeros años de actividad - son:
- El llop babaus/El lobo bobo.
- Boque, boquill. Canción escenificada: versión de Maria Aurèlia Capmany con música de Joan Baixas.
- Els tres desitjos/Los tres deseos.
- El poble que no tenía parc/El pueblo que no tenía parque.
- Peret, el cigró o la gallina/Peret, el garbanzo o la gallina. Cuento popular.
- Cavallet de cartró/Caballito de cartón. Canción con letra y música de Joan Baixas.
- Els cinc amics/Los cinco amigos. Fábula con texto y música de Joan Baixas.
- La malaltia misteriosa/La enfermedad misteriosa.
- Els barrets/Los sombreros.
- L'orquestra/La orquesta.
- Parla, parla xarlatà que parlant la gent s'entén/Habla, habla charlatán que hablando la gente se entiende
- La Masovera. Canción popular.
- El poll i la puça/El piojo y la pulga. Fábula con texto y música de Joan Baixas.
- La Timbaleta.
- La caixa de sorpreses/La caja de sorpresas. Texto de Teresa Calafell, Joan Baixas y J. P. Viladecansa.
- Varietés. Texto de Joan Baixas.
- La pilota/La pelota. Texto de Teresa Calafell, Joan Baixas, A. Vidal y C. Booth.
- Pintura. Texto de Joan Baixas.
- El pallasso/El payaso.
- No m'agraden els ninots/No me gustan los muñecos. Sketch de payaso y títere con texto de Maria Aurèlia Capmany.
- Martinet y la Cuca Fera. Texto y música de Joan Baixas.
- La Navalla/La Navaja. Sketch sin palabras de Joan Baixas.
- Strip-tease.
- En Joanet i l'ànec d'or/Juanito y el pato de oro.
- Mestre gat/Maestro gato.
- El lleó i la lleona/El león y la leona.
- Mestre Mateu/Maestro Mateo.
- Els tres solters/Los tres solteros.
- En maimis.
- La Llebreta/La pequeña liebre. Adaptación  para títeres de la canción El rey de Matalgram de Joan Baixas
- El cargol/El caracol. Cuento catalán, versión de J. Amadeus con música de Joan Baixas.
- L'enganyifa del sultà/El engaño del sultán. Adaptación de Las mil y una noches.
- El Gegant del Pi/El Gigante del Pino.

## Publicaciones y discografía
En los primeros años de su trayectoria, La Claca recogió sus fábulas, cuentos y canciones y los publicó en un libro y una grabación sonora. A la vez, con motivo de los cinco años de Claca, Joan Baixas publicó una selección de los diarios de viaje de la compañía:
- Les rondalles de Putxinel·lis Claca. Hogar del Libro, Barcelona. 1973
- Les cançons de Putxinel·lis Claca. Discos Als 4 Vents, Barcelona. 1973
- De fer i desfer senders de putxinel·li. Diari de Putxinel·lis Claca. Llibres del Mall, Barcelona. 1973

## Filmografía y televisión
Durante su trayectoria, el Teatro de La Claca colabora en varias ocasiones con la televisión estatal, autonómica y otros países tanto en programas infantiles como en películas, programas especiales, etc. 

### Filmografía
- Caps, mans i manegues. Producción Borràs-Colomer-Fina.
- Miró-Claca, Francesc Català-Roca.
- Mori el Merma, Charles Chabot. Film realizado por un equipo de la BBC, producido por RM Productions (Alemania). Gravado en Cataluña.
- Mori el Merma, Francesc Català Roca. Grabación del espectáculo en Saint Paul de Vence (Francia).
- Goya, Lluís Maria Güell. Producción de RTVE.

### Televisión
Entre otros, algunas colaboraciones de La Claca en el ámbito de la televisión son:
- 1974-76 Cuentopos (TVE).
- 1974-75 La Comparsa (TVE).
- 1975 Temas 75 (TVE).
- 1975 Quitxalla (TVE).
- 1982 El carro de la farsa (TVE).
- 1983-85 Planeta Imaginario (TVE).
- 1984 Fin de año a TV3 (TV3).

## Honores y homenajes
La sala grande del Teatro Gaudí de Barcelona se llama "La Claca" en homenaje a esta compañía. La sala pequeña del mismo teatro se llama Teresa Calafell, reconocida titiritero y cofundadora de la compañía.
En Llansá cada mes de julio desde 2012 se celebra un festival de artes escénicas para todos los públicos, al aire libre, con el nombre de Festival Claca.

## Fons
El fondo documental del Teatro de La Claca se encuentra comprendido dentro del Fons Joan Baixas - La Claca, cedido por el cofundador de la compañía, Joan Baixas, en 2017 al Centro de Documentación y Museo de las Artes Escénicas del Instituto del Teatro de Barcelona. Actualmente se encuentra en proceso de catalogación.